# مایکو (گیشا)

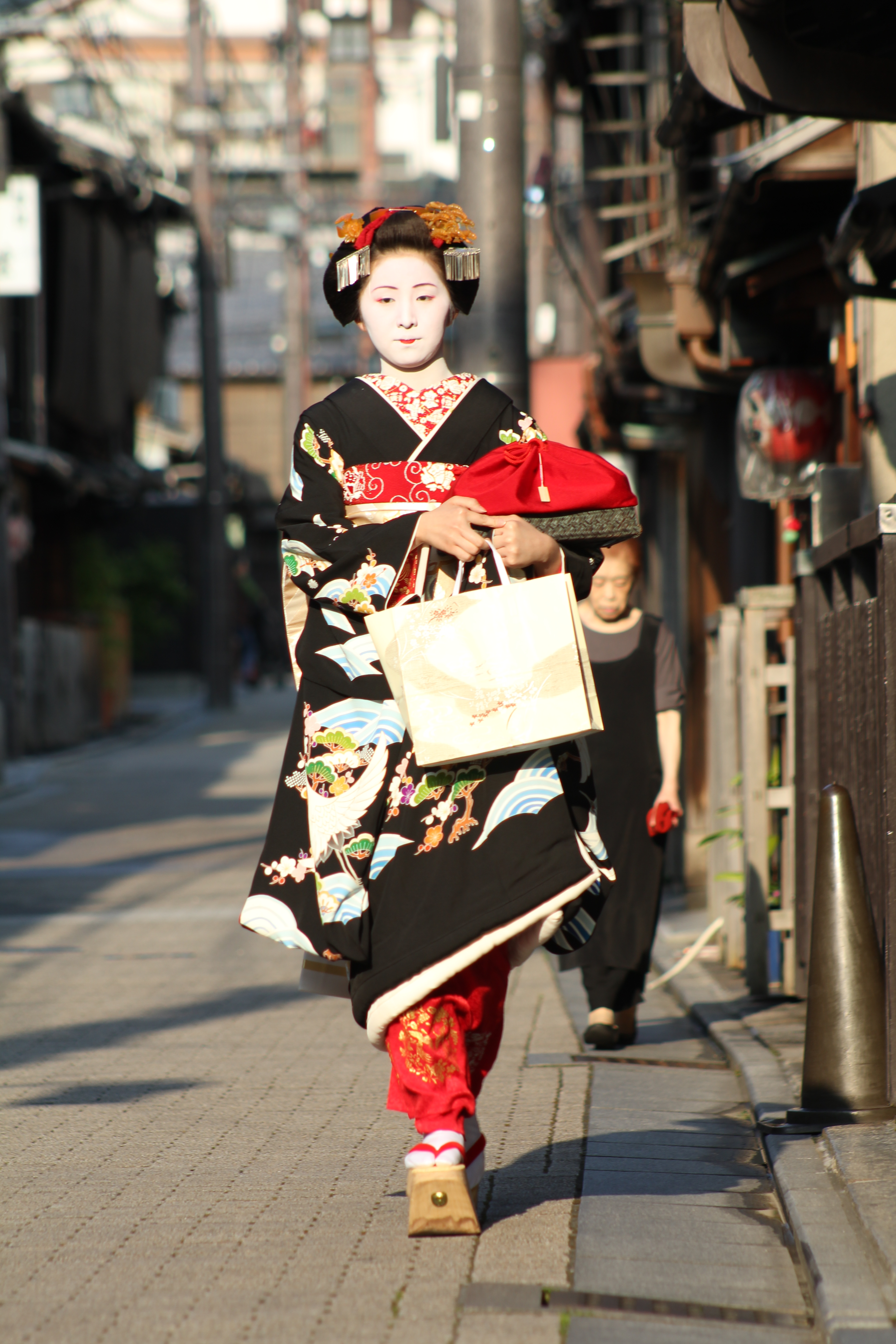
یک مایکو که برای گِیشا شدن آموزش می‌بیند.

مایکو (به خط لاتین: Maiko) در لغت به معنی دختر رقصنده است ولی به‌طور عام در کیوتو و ژاپن غربی به کارآموزانی که قصد گیشا شدن داشته باشند گفته می‌شود. وظیفه‌ آن‌ها عموماً این است که در ضیافتها و جشنهایی که در ژاپن به آن‌ها اوزاشیکی (ozashiki) می‌گویند، برای بازدید کننده‌ها آواز بخوانند و برقصند و یا شامیسن بنوازند. مایکوها عموماً بین ۱۷ تا ۲۰ سال سن دارند و پس از یک دوره‌ آموزشی به گِیشا تغییر درجه می‌دهند. این آموزش‌ها شامل یادگیری رقص سنتی ژاپنی، نواختن شامیسن، خواندن آوازهای کوتاه و (تنها در کیوتو) گویش کیوتویی است. طول این دوره‌ آموزشی معمولاً از چند ماه تا یک یا دو سال است. اگرچه کارآموزانی که برای پوشیدن لباس‌های مایکوها زیاد از حد مسن باشند می‌توانند با وجود این‌ که همچنان در مرحله‌ آموزش هستند به درجه‌ گِیشایی ارتقا یابند.
مایکوها در نقاط مختلف ژا‍پن با اسامی دیگری شناخته می‌شوند. به‌طور مثال در توکیو به آنها هانگیوکو (hangyoko) گفته می‌شود که به معنی نیم‌جواهر است و اشاره به عبارتی دارد که به درآمد گیشاها (پول جواهر) گفته می‌شود. ظاهر و ساختار آموزشیِ کارآموزان گیشا در این‌ گونه مناطق گاهی تا حد بسیار زیاد متفاوت با مایکوهای کیوتو است.